# William H. Ziegler
William H. Ziegler (Filadelfia, 4 settembre 1909 – Los Angeles, 2 luglio 1977) è stato un montatore statunitense.
Ottenne tre candidature all'Oscar al miglior montaggio: nel 1959 per La signora mia zia, nel 1963 per Capobanda e nel 1965 per My Fair Lady.
Collaborò come montatore in quattro film di Alfred Hitchcock: Io ti salverò (1945), Nodo alla gola (1948), L'altro uomo (1951) e Topaz (1969).

## Filmografia parziale
- Capitan Furia (Captain Fury), regia di Hal Roach (1939)
- La casa delle fanciulle (The Housekeeper's Daughter), regia di Hal Roach (1939)
- C'era una volta un piccolo naviglio (Saps at Sea), regia di Gordon Douglas (1940)
- Al tuo ritorno (I'll Be Seeing You), regia di William Dieterle (1944)
- Io ti salverò (Spellbound), regia di Alfred Hitchcock (1945)
- Nodo alla gola (Rope), regia di Alfred Hitchcock (1948)
- Non abbandonarmi (Not Wanted), regia di Elmer Clifton e (non accreditata) Ida Lupino (1949)
- L'altro uomo (Strangers on a Train), regia di Alfred Hitchcock (1951)
- Hard, Fast and Beautiful, regia di Ida Lupino (1951)
- Fulmine nero (The Lion and the Horse), regia di Louis King (1952)
- I cavalieri di Allah (Desert Song), regia di H. Bruce Humberstone (1953)
- Tu sei il mio destino (Young at Heart), regia di Gordon Douglas (1954)
- Prima dell'uragano (Battle Cry), regia di Raoul Walsh (1955)
- Gli amanti dei 5 mari (The Sea Chase), regia di John Farrow (1955)
- Gioventù bruciata (Rebel Without a Cause), regia di Nicholas Ray (1955)
- Serenata (Serenade), regia di Anthony Mann (1956)
- Soli nell'infinito (Toward the Unknown), regia di Mervyn LeRoy (1956)
- Il giuoco del pigiama (The Pajama Game), regia di George Abbott e Stanley Donen (1957)
- Tempi brutti per i sergenti (No Time for Sergeants), regia di Mervyn LeRoy (1958)
- È sbarcato un marinaio (Onionhead), regia di Norman Taurog (1958)
- La signora mia zia (Auntie Mame), regia di Morton DaCosta (1958)
- I segreti di Filadelfia (The Young Philadelphians), regia di Vincent Sherman (1959)
- La guida indiana (Yellowstone Kelly), regia di Gordon Douglas (1959)
- Lo zar dell'Alaska (Ice Palace), regia di Vincent Sherman (1960)
- Febbre nel sangue (A Fever in the Blood), regia di Vincent Sherman (1961)
- Qualcosa che scotta (Susan Slade), regia di Delmer Daves (1961)
- Gli amanti devono imparare (Rome Adventure), regia di Delmer Daves (1962)
- Capobanda (The Music Man), regia di Morton DaCosta (1962)
- Mia moglie ci prova (Critic's Choice), regia di Don Weis (1963)
- My Fair Lady, regia di George Cukor (1964)
- Il boia è di scena (Two on a Guillotine), regia di William Conrad (1965)
- Una splendida canaglia (A Fine Madness), regia di Irvin Kershner (1966)
- L'uomo che uccise il suo carnefice (A Covenant with Death), regia di Lamont Johnson (1967)
- L'ora della furia (Firecreek), regia di Vincent McEveety (1968)
- Dolce veleno (Pretty Poison), regia di Noel Black (1968)
- Io sono perversa (The Big Bounce), regia di Alex March (1969)
- Topaz, regia di Alfred Hitchcock (1969)
- El Condor, regia di John Guillermin (1970)
- 1975: Occhi bianchi sul pianeta Terra (The Omega Man), regia di Boris Sagal (1971)
- 1776, regia di Peter H. Hunt (1972)
- È una sporca faccenda, tenente Parker! (McQ), regia di John Sturges (1974)